# Nanne Strozzi

Stemma degli Strozzi

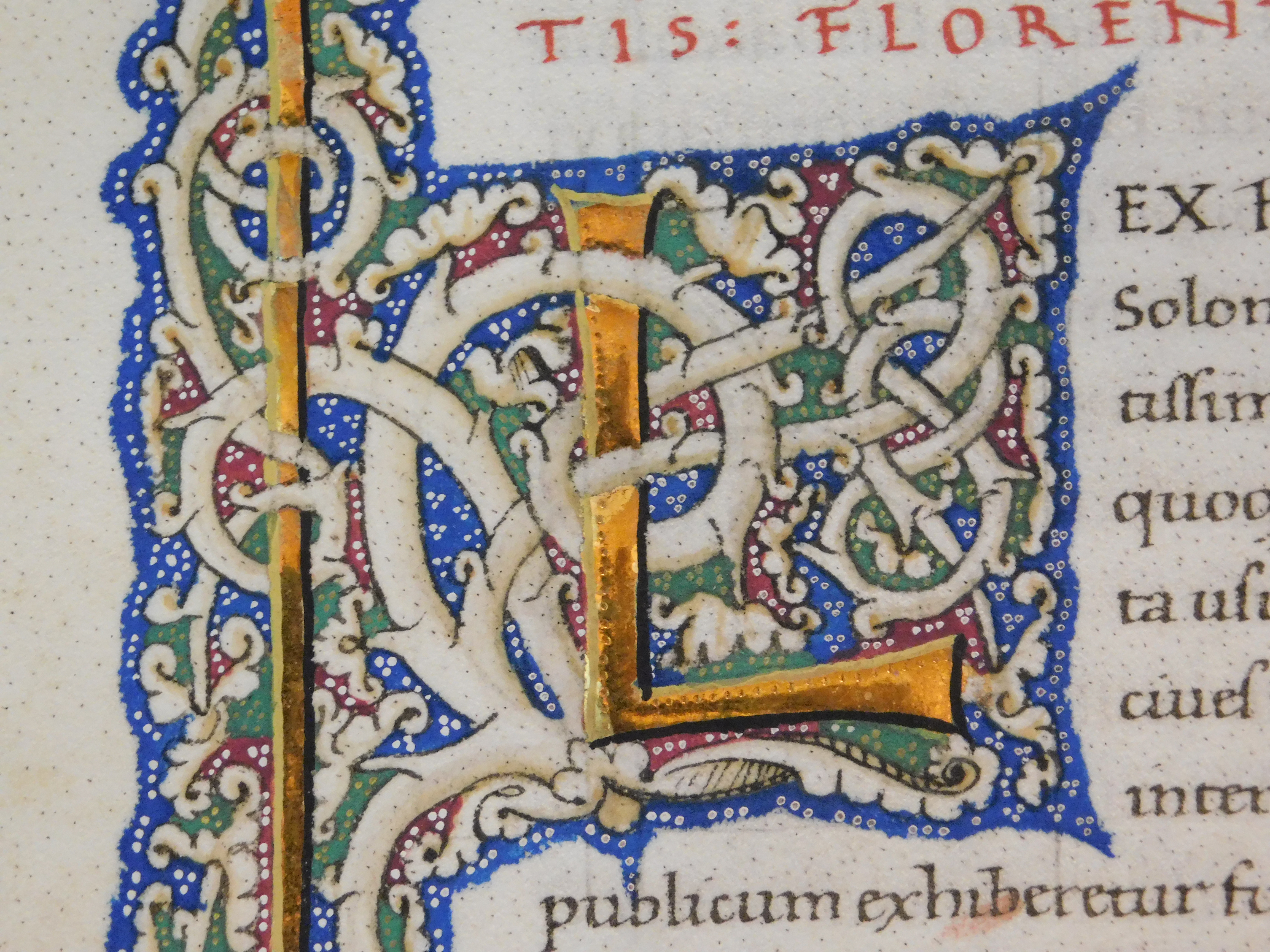
Leonardo Bruni, Oratio in funere Iohannis Strozze.

Nanne (Nanni) Strozzi (Firenze, 1376 circa – Gottolengo, 29 maggio 1427) è stato un condottiero italiano e capostipite del ramo Strozzi di Ferrara.

## Biografia
Era figlio di Carlo Strozzi (?-1383), bandito da Firenze e rifugiatosi a Ferrara nel 1382 col padre.
Fu condottiero al servizio degli Estensi a partire dal 1395 durante l'assedio di Argenta contro i Visconti. Seguì il marchese di Ferrara Niccolò III d'Este nel 1401 a Milano per conoscervi in duca Gian Galeazzo Visconti. Nel 1402, alla morte del Visconti, il papa Bonifacio IX volle riconquistare il bolognese eleggendo gli Estensi a questo scopo. Nanne seguì le sorte dei Ferraresi alla conquista di Bologna. Bel 1404 Nanne Strozzi fu dalla parte degli Scaligeri nella riconquista dei loro possedimenti nel veronese. Partecipò alla cacciata dei famigliari di Ottobuono de' Terzi (ucciso a Rubiera il 27 maggio 1409) da Parma, venendo eletto governatore della città. Nel 1413 Filippo Maria Visconti riprese la guerra per l'ampliamento del proprio stato e lo Strozzi venne inviato a Venezia dagli Estensi per stabilire un'alleanza contro Milano con i Gonzaga e i Fiorentini. Nel 1426 Niccolò III d'Este venne eletto capitano generale della lega antiviscontea e Nanne Strozzi ebbe il comando delle operazioni militari, a fianco delle truppe del Conte di Carmagnola, allorché venne espugnata Brescia.
La tregua tra i contendenti durò pochi mesi e alla ripresa del conflitto, durante una spedizione contro Cremona, Nanne morì in battaglia a Gottolengo, nel bresciano,  il 29 maggio 1427. Venne sepolto con tutti gli onori a Ferrara, nella Chiesa di San Domenico. Leonardo Bruni, Cancelliere di Firenze, recitò l'orazione funebre.

## Discendenza
Sposò la nobile ferrarese Costanza Costabili, da quale ebbe sei figli:
- Lucia, sposò Giovanni Boiardo e fu madre di Matteo Maria Boiardo, uno dei più noti e importanti letterati del XV secolo
- Tito Vespasiano (1424-1505), poeta
- Roberto (?-1491), fu ambasciatore per conto di Ercole I d’Este
- Lorenzo (?-dopo 1469), letterato e uomo di legge
- Nicola (1413-1477), cavaliere al servizio degli Estensi
- Ginevra, sposò Antonio Avogadro